# Batman & Mr. Freeze i minusgrader
Batman & Mr. Freeze i minusgrader (engelska: Batman & Mr. Freeze: Subzero i Sverige) är en amerikansk animerad långfilm från 1998, producerad av Warner Bros. Animation. Filmen bygger sig på Batman: The Animated Series och är en direkt till video film som släpptes den 17 mars 1998.

## Handling
Sedan hans senaste möte med Batman, bor Mr Freeze uppe i Arktis där han vakar efter sin fru Nora Fries kropp. När Noras hälsa hamnar i ett kritisk läge måste han hitta en organdonator som passar Noras ovanliga blodtyp och den person som passar bäst för operation råkar vara Barbara Gordon (Batgirl). Han bestämmer sig för att kidnappa Barbara och Batman och Robin måste stoppa Freeze och rädda Barbara innan det är för sent.

## Rollista i urval
- Batman/Bruce Wayne - Kevin Conroy
- Mr. Freeze/Dr. Victor Fries - Michael Ansara
- Robin/Dick Grayson - Loren Lester
- Batgirl/Barbara Gordon - Mary Kay Bergman